# Monio Fernandez
Munio Fernandez (970 -?)
Múnio Fernandes foi um nobre de Castela, filho bastardo de Fernando I de Leão, teve também um casamento desconhecido de quem teve uma filha:  
- Gontrode Moniz filha legítima e casada com D. Gomes Echigues.[1] [2]